# Villafranca de Ebro
Villafranca de Ebro è un comune spagnolo di 677 abitanti situato nella comunità autonoma dell'Aragona.